# Mr Bates vs The Post Office
Mr Bates contre le Post Office est une mini-série britannique en quatre épisodes d'environ 46 minutes écrite par Gwyneth Hughes (en), réalisée par James Strong (en), et diffusée du 1er au 4 janvier 2024 sur ITV. Elle met en vedette Toby Jones dans le premier rôle.
Cette série est diffusée sur La Une de RTBF entre février 2025 et mars 2025, et sur Arte le 27 mars 2025.

## Synopsis
La série est une dramatisation du scandale de la Poste britannique, une erreur judiciaire dans laquelle, sur la base d'un système informatique défectueux appelé « Horizon » de la firme Fujitsu, des centaines de postiers ont été dénoncés et poursuivis à tort pour vol, fausse comptabilité ou fraude, et 200 postiers emprisonnés .
Malgré leurs protestations et leurs demandes répétées de voir le défaut informatique corrigé, ils ont été accusés publiquement de fautes ou de détournements de fonds (avoir pris l'argent des pensions de retraite), et forcés de rembourser les sommes manquantes. La direction générale ne les a jamais écoutés, affirmant la totale fiabilité de ce logiciel acheté à prix d’or à la firme japonaise Fujitsu. Condamnés sans preuve, sur base de chiffres erronés, ils ont vu leur nom et leur réputation ruinés, leurs biens saisis, et certains ont purgé des peines de prison. Beaucoup ont quitté leur village, leur région, forcés de vendre leur maison pour rembourser les sommes exigées et ne supportant plus le regard de reproche de certains voisins ou d’anciens clients .
La série télévisée est le plus gros succès d’audience de la chaine ITV des deux dernières décennies, et a immédiatement un énorme impact sur la prise de conscience du public .
Une semaine après sa diffusion, le Premier Ministre britannique Rishi Sunak lance un projet de loi permettant d’indemniser et de blanchir collectivement les "postmasters" . 
"Ce qui a poussé le gouvernement à agir, c’est la colère que notre série a provoquée chez les Britanniques. Elle a su capter l’état d’esprit du pays"  confie le producteur Patrick Spence au journal Le Monde .
De son côté, le postier Alan Bates est devenu populaire au Royaume-Uni. En mai 2024, au château de Windsor, le roi Charles III le fait chevalier pour services rendus à la justice .

## Distribution
Source et légende : version française (VF) sur RS Doublage